# Tephrosia pseudolongipes
Tephrosia pseudolongipes är en ärtväxtart som beskrevs av Baker f.. Tephrosia pseudolongipes ingår i släktet Tephrosia och familjen ärtväxter. Inga underarter finns listade i Catalogue of Life.